# Charles Kramer
Charles Kramer (ur. 18 kwietnia 1879 w Paducah, zm. 20 stycznia 1943 w Los Angeles) – amerykański polityk, członek Partii Demokratycznej.

## Działalność polityczna
W okresie od 4 marca 1933 do 3 stycznia 1943 przez pięć kadencji był przedstawicielem nowo utworzonego 13. okręgu wyborczego w stanie Kalifornia w Izbie Reprezentantów Stanów Zjednoczonych.
W 1934 Kramer opublikował dochodzenie w sprawie faszystowskiej i antysemickiej organizacji The Silver Legion of America, z którego wynikało, że dążyła ona do przeprowadzenia puczu. W planach było także opanowanie ratusza w San Diego.